# Clementina (nome)
Clementina  è un nome proprio di persona italiano femminile.

## Varianti
- Femminili
  - Ipocoristici: Mentina[6], Tina[2]
- Maschili: Clementino[1][6][7]
  - Ipocoristici: Mentino[6], Tino

### Varianti in altre lingue
- Croato: Klementina[2]
  - Ipocoristici: Ina[2]
- Francese: Clémentine[5], Clementine[2][7]
- Inglese: Clementina[5], Clementine[5][7]
  - Ipocoristici: Clem[5], Clemmie[5], Clemmy[5]
- Latino: Clementina[6]
  - Maschili: Clementinus[6][8]
- Macedone: Климентина (Klimentina)[2]
- Polacco: Klementyna[2][5]
  - Maschili: Klementyn
- Portoghese: Clementina[2][5]
- Sloveno: Klementina[2]
- Spagnolo: Clementina[2][5]
  - Maschili: Clementino[8]
- Tedesco: Klementine, Clementine

## Origine e diffusione
Si tratta di una forma femminile, ottenuta tramite alterazione, del nome Clemente. Si sovrappone inoltre al nome latino Clementina, femminile di Clementinus, un patronimico di Clemente (quindi "relativo a Clemente", "della famiglia di Clemente").
Deve la sua diffusione anche grazie al culto di santa Clementina, considerata una delle vergini martirizzate assieme a sant'Orsola.
In inglese è in uso dal Medioevo e, nella forma Clementine, derivata dal francese, dal XIX secolo; una donna così chiamata è il soggetto della celebre canzone popolare americana Oh My Darling, Clementine, che determinò un calo nell'uso del nome a partire da fine Novecento.

## Onomastico
L'onomastico si festeggia il 21 ottobre in onore di santa Clementina, martire a Colonia assieme a sant'Orsola e alle loro altre compagne. Con questo nome si ricordano anche, alle date seguenti:
- 14 novembre, san Clementino, martire ad Eraclea[4][8][9][10]
- 1º dicembre, beata Maria Clementina Anuarite Nengapeta, martire a Isiro (Haut-Uélé, Repubblica Democratica del Congo)[9]

## Persone

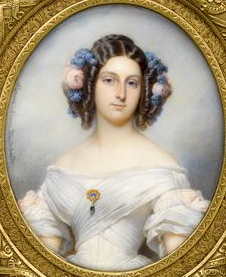
Clementina d'Orléans

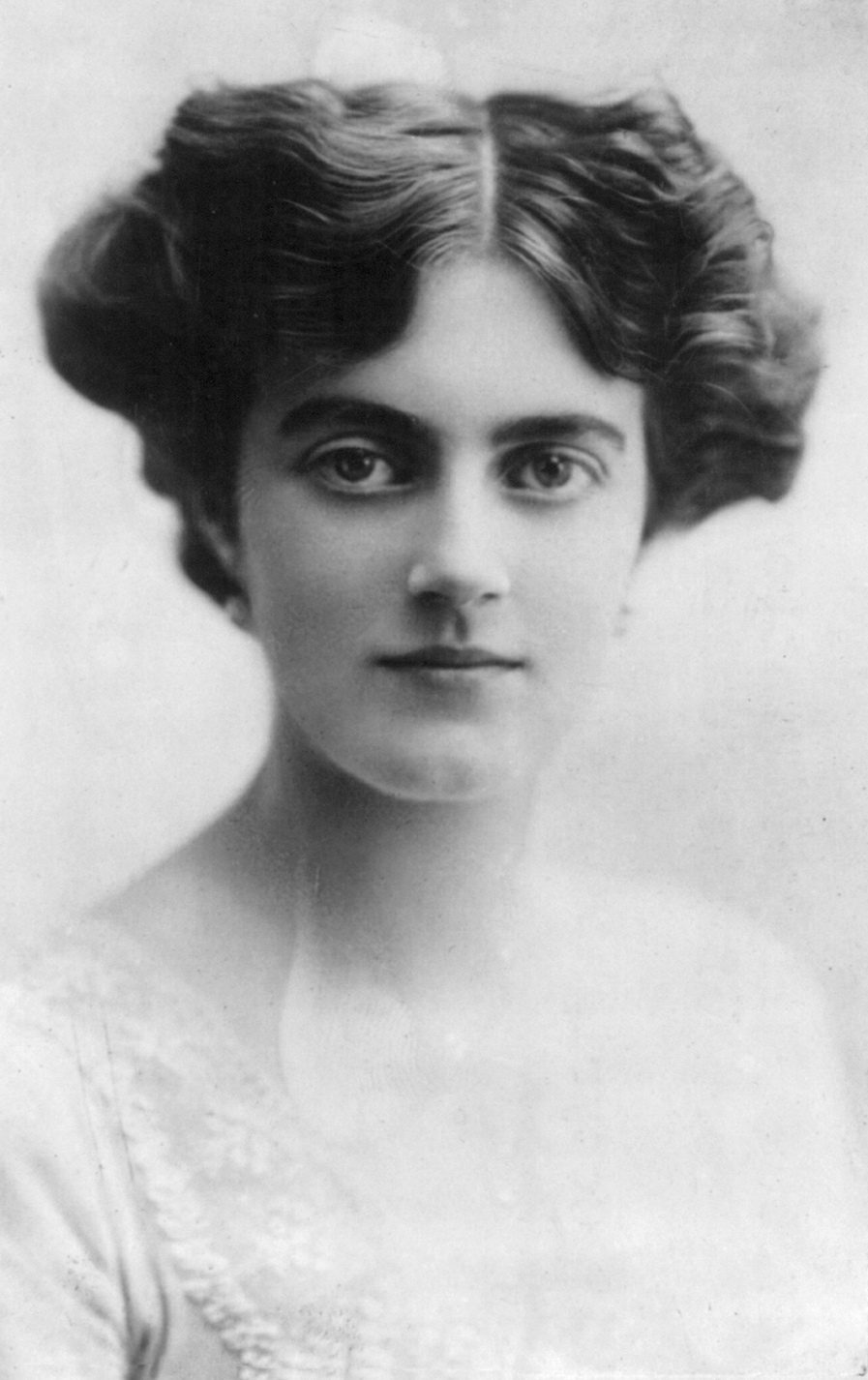
Clementine Hozier

- Clementina d'Orléans, principessa di Francia
- Clementina del Belgio, principessa del Belgio, moglie di Napoleone Vittorio Bonaparte
- Clementina Arderiu, poetessa spagnola
- Clementina Cantoni, giurista italiana
- Clementina Cazzola, attrice teatrale italiana.
- Clementina de Jesus cantante brasiliana
- Clementina Forleo, magistrato italiano
- Clementina Laura Majocchi poetessa, giornalista e scrittrice italiana
- Clementina Walkinshaw, amante di Carlo Edoardo Stuart

### Varianti femminili
- Clémentine Deliss, critica d'arte e antropologa francese
- Clementine Ford, attrice statunitense
- Clementine Hozier, moglie di Winston Churchill

### Variante maschile Clementino
- Clementino, rapper italiano
- Clementino Vannetti, scrittore e letterato italiano

## Il nome nelle arti
- Clementine è il nome della bambina che dev'essere protetta dal protagonista nel videogioco The Walking Dead.
- Clémentine è una serie animata francese, la cui protagonista è una bambina di dieci anni costretta su una sedia a rotelle.
- Clementina Wing è la protagonista del film muto del 1922 The Glory of Clementina, diretto da Émile Chautard.
- Oh My Darling, Clementine è una canzone popolare statunitense, scritta nel 1884.

## Curiosità
- La clementina (Citrus × clementina) è un agrume, frutto di una pianta ottenuta attraverso l'ibridazione del mandarino e dell'arancia, che deve il suo nome a padre Clement Rodier, che la individuò presso la sua missione vicino a Orano (Algeria)[11][12].
- Clementine è il nomignolo dato al veicolo spaziale della missione Deep Space Program Science Experiment (DSPSE) perché, come la Clementine della canzone Oh My Darling, Clementine, per completare la sua missione la navicella sarebbe stata "persa per sempre".